# Rio Curimataí
Rio Curimataí är ett vattendrag i Brasilien.   Det ligger i delstaten Minas Gerais, i den sydöstra delen av landet, 500 km sydost om huvudstaden Brasília.
Omgivningarna runt Rio Curimataí är huvudsakligen savann. Runt Rio Curimataí är det glesbefolkat, med 13 invånare per kvadratkilometer.